# Heteropoda javana
Espèce
Heteropoda javana est une espèce d'araignées aranéomorphes de la famille des Sparassidae.

## Répartition et habitat
Cette espèce se rencontre en Malaisie et en Indonésie dans les forêts tropicales.

## Systématique
Le nom valide complet (avec auteur) de ce taxon est Heteropoda javana (Simon, 1880).
Cette espèce a été initialement décrite sous le protonyme Panaretus javanus.

## Étymologie
Son épithète spécifique, javana, fait référence à l'île de Java où cette espèce a été découverte. 

## Publication originale
- E. Simon, « Révision de la famille des Sparassidae [Arachnides] », Actes de la Société linnéenne de Bordeaux, Bordeaux, vol. 34,‎ 1880, p. 223-351 (ISSN 0365-6934, lire en ligne, consulté le 6 octobre 2023).